# Фернандо Педро
Фернандо дос Сантос Педро (порт. Fernando dos Santos Pedro, нар. 1 березня 1999, Белу-Оризонті), більш відомий як Фернандо — бразильський футболіст, нападник «Ред Булла».

## Статистика виступів
Статистичні дані наведено станом на 12 грудня 2021 року
| Сезон                 | Команда               | Чемпіонат             | Чемпіонат | Чемпіонат | Кубок країни | Кубок країни | Кубок країни | Континентальні кубки | Континентальні кубки | Континентальні кубки | Інші змагання | Інші змагання | Інші змагання | Усього | Усього |
| Сезон                 | Команда               | Ліга                  | Ігор      | Голів     | Ліга         | Ігор         | Голів        | Ліга                 | Ігор                 | Голів                | Ліга          | Ігор          | Голів         | Ігор   | Голів  |
| --------------------- | --------------------- | --------------------- | --------- | --------- | ------------ | ------------ | ------------ | -------------------- | -------------------- | -------------------- | ------------- | ------------- | ------------- | ------ | ------ |
| 2017                  | «Палмейрас»           | СА                    | 1         | 0         | КБ           | 0            | 0            | —                    | —                    | —                    | —             | —             | —             | 1      | 0      |
| 2018                  | «Палмейрас»           | СА+ЛП                 | 0+1       | 0+1       | КБ           | 0            | 0            | —                    | —                    | —                    | —             | —             | —             | 2      | 1      |
| Всього за «Палмейрас» | Всього за «Палмейрас» | Всього за «Палмейрас» | 2         | 1         | —            | 0            | 0            | —                    | —                    | —                    | —             | —             | —             | 2      | 1      |
| 2018/2019             | «Шахтар»              | УПЛ                   | 18        | 2         | КУ           | 1            | 0            | ЛЧ                   | 2                    | 0                    | СКУ           | 1             | 0             | 22     | 2      |
| 2019/2020             | «Шахтар»              | УПЛ                   | 9         | 1         | КУ           | 0            | 0            | ЛЄ                   | 1                    | 0                    | СКУ           | 0             | 0             | 10     | 1      |
| 2020/2021             | «Шахтар»              | УПЛ                   | 17        | 1         | КУ           | 1            | 0            | ЛЧ+ЛЄ                | 2+2                  | 0                    | СКУ           | 1             | 0             | 23     | 1      |
| 2021/2022             | «Шахтар»              | УПЛ                   | 7         | 5         | КУ           | 1            | 1            | ЛЧ                   | 6                    | 2                    | СКУ           | 0             | 0             | 14     | 8      |
| Всього за «Шахтар»    | Всього за «Шахтар»    | Всього за «Шахтар»    | 51        | 9         | —            | 3            | 1            | —                    | 13                   | 2                    | —             | 2             | 0             | 69     | 12     |
| Всього за кар'єру     | Всього за кар'єру     | Всього за кар'єру     | 53        | 10        | —            | 3            | 1            | —                    | 13                   | 2                    | —             | 2             | 0             | 71     | 13     |

## Титули і досягнення
- Чемпіон України (3):

«Шахтар»: 2018-19, 2019-20, 2021-22
- Володар Кубка України (1):

«Шахтар»: 2018-19
- Володар Суперкубка України (1):

«Шахтар»: 2021
- Чемпіон Австрії (1):

«Ред Булл»: 2022-23